# 邹佳佳
邹佳佳（1998年10月28日—），四川马尔康人，中國女演员、歌手及舞者，汉族，因在《完蛋！我被美女包围了！》中饰演肖鹿走红，前为大型女子偶像团体SNH48的成員。
2015年12月4日19点，作为SNH48五期生在SNH48星梦剧院舞台的公演《剧场女神》中正式出道。2017年5月19日，因患抑郁症退出SNH48。2023年，因出演《完蛋！我被美女包围了！》中的“肖鹿”走红。

## 外部連結
- 邹佳佳的新浪微博
- 邹佳佳的Instagram帳戶
- 邹佳佳的哔哩哔哩账号 （页面存档备份，存于）
- 邹佳佳的抖音账号 （页面存档备份，存于）